# Norops imias
Norops imias är en ödleart som beskrevs av  Ruibal och WILLIAMS 1961. Norops imias ingår i släktet Norops och familjen Polychrotidae. Inga underarter finns listade i Catalogue of Life.